# 2072, les mercenaires du futur
Pour plus de détails, voir Fiche technique et Distribution.
2072, les mercenaires du futur ou Les centurions an 2001 au Québec (titre original : I guerrieri dell'anno 2072) est un film de science-fiction italien réalisé par Lucio Fulci, sorti en 1984.

## Synopsis
Alors que Rome de 2072 n'est que violence et carnage, une chaîne de télévision invente un jeu de gladiateurs à moto dans une arène, avec des condamnés à mort. Drake, condamné à mort après une machination policière, se retrouve dans l'arène face à trois hommes.

## Fiche technique
Source principale de la fiche technique :
- Titre : 2072, les mercenaires du futur
- Titre québécois : Les centurions an 2001[2]
- Titre belge : Rome 2033: The Fighter Centurions[2]
- Titre original : I guerrieri dell'anno 2072
- Réalisation : Lucio Fulci
- Scénario : Elisa Briganti, Cesare Frugoni, Lucio Fulci et Dardano Sacchetti
- Direction artistique :
- Musique : Riz Ortolani
- Décors : Giacomo Caló Carducci et Franco Vanorio
- Costumes : Mario Giorsi
- Photographie : Giuseppe Pinori
- Son :
- Montage : Vincenzo Tomassi
- Production : Edmondo (en), Maurizio et Sandro Amati
- Société de production : Regency Productions
- Budget :
- Tournage : du 2 avril 1983 au 29 avril 1983[3] aux studios Elios à Rome[4]
- Pays :  Italie
- Format : Couleur - Son : Monophonique - 1,85:1 - Format 35 mm
- Genre : Science-fiction
- Durée : 89 minutes
- Dates de sortie :
  -  Italie : 28 janvier 1984[2]
  -  France : 21 août 1985 ou 8 janvier 1985[5]

## Distribution
- Jared Martin : Drake
- Fred Williamson : Abdul
- Eleonora Brigliadori : Sarah
- Claudio Cassinelli : Cortez
- Howard Ross : Raven
- Penny Brown : Sybil
- Giovanni Di Benedetto : Sam

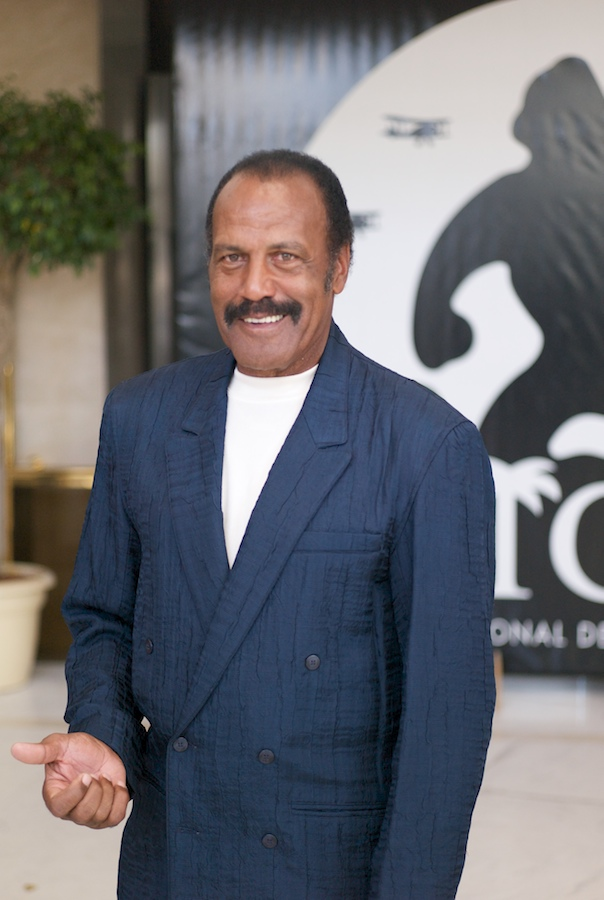
Fred Williamson dans le rôle d'Abdul

- Cosimo Cinieri : le professeur Towman
- Valeria Cavalli : Susan
- Donald O'Brien : Monk
- Al Cliver : Kirk
- Hal Yamanouchi : Akira
- Mario Novelli : Tango

Source principale de la distribution

## Critiques
- Scifi-universe.com, Christophe B. :

« Le film s'enfonce hélas dans le ridicule de par son traitement stylistique d'une mollesse affligeante et l'emploi de lumières aveuglantes, d'éclairages surexposés, de loupiotes clignotantes et autres effets stroboscopiques. C'est visuellement fatigant et surtout totalement inutile. Les décors en toc et les costumes ridicules n'aident pas non plus à s'immerger dans une ambiance futuriste quelconque. »
- Scifi-universe.com, Richard B. :

« 2072 les mercenaires du futur est donc un nanar, un vrai de vrai, le genre ou tout paraît tellement énorme que l’on ne peut finalement que sourire devant tant d’absurdité. Le pire c’est que finalement avec tant de médiocrité on ne s’ennuie pas. »
- Psychovision.net :  (note : 2/10)

« ...Bref, c'est fin nul, et Bernard Minet serait presque inspiré d'en refaire la partition, tant il semble le chaînon manquant de ces minables mercenaires du futur à faire pâlir de jalousie un épisode de X-or. À voir une fois pour le croire, puis à oublier. »